# Belgian Cenotaph Parade
De Belgian Cenotaph Parade is een militaire plechtigheid die elk jaar in Londen plaatsvindt op de zaterdag voor 21 juli, de Belgische nationale feestdag, ter herdenking van de Eerste Wereldoorlog. Belgische en Britse militairen defileren van de Cenotaph via Whitehall en Horse Guards Parade naar het Guards Memorial.
De plechtigheid wordt bijgewoond door ministers, hoogwaardigheidsbekleders, soldaten, kadetten en oud-strijders uit België en het Verenigd Koninkrijk.

## Geschiedenis
Het jaarlijkse defilé werd voor het eerst georganiseerd in de nasleep van het fatale klimongeval van de Belgische koning Albert I in februari 1934, uit erkentelijkheid voor de moed die het Belgisch leger onder diens opperbevel aan de dag legde tijdens de Eerste Wereldoorlog. Het initiatief kreeg de steun van de Britse koning George V, die overigens een neef was van Albert I.
Op zaterdag 13 juli 2024 vond de ceremonie plaats in aanwezigheid van de Belgische koning Filip en koningin Mathilde en hertog Richard en hertogin Birgitte van Gloucester.

## Varia
België is het enige land buiten het Britse Gemenebest waarvan de soldaten gewapend en in uniform door de straten van Londen mogen defileren.